# Se cantan retratos
Se cantan retratos es el nombre de la décimo álbum de estudio grabado por la agrupación de rock alternativa guatemalteca Alux Nahual. Fue lanzado al mercado bajo el sello discográfico Sony Music México el 25 de febrero de 1997 y fue la única producción publicada en México, y también segundo trabajo publicado por Sony Music. Esta producción significó la última etapa de la banda, ya sin la colaboración de Paulo Alvarado, quien dejó la banda para dedicarse a sus proyectos personales. En el disco se evidencia la evolución musical de Alux, llegando a tener un sonido más diverso y que muestra la divergencia de estilos que a la postre buscó cada músico por separado.
El disco fue producido por Alux Nahual y fue publicado el 25 de febrero de 1997. Se grabó en los estudios de Sony Music México, la batería en Pacific Studios de Hollywood y las voces en L.A. FX Studio de Los Ángeles, California. La masterización estuvo a cargo de Steve Sykes en Castle Oaks Studios, también de California. La calidad de sonido alcanzada es evidente y prueba el compromiso que Alux tenía con su internacionalización. El disco cuenta con 16 canciones, el material más diverso de la banda. 
Las canciones de Álvaro Aguilar empiezan a evidenciar su transición hacia un estilo más Pop (sobre todo en canciones como Rompe, Luna de Pana y Alas de Fuego); Ranferí aportó cuatro temas (de los cuales tres fueron los sencillos) en los que muestra su diversidad armónica; Oscar Conde contribuyó con tres temas, los cuales conservan el estilo característico de la banda. La producción incluye también una inusual colaboración entre Ranferí (música) y Álvaro (letra) en el tema Miguel Matabachas y una versión en portugués del tema Joao, que hace referencia al Cristo de Corcovado de Brasil. 
Los sencillos fueron Con Todas Tus Fuerzas, tal vez la última canción considerada un himno de Alux Nahual siguiendo la línea de temas como Alto al Fuego. Este fue acompañado por un vídeo musical que se promocionó en Centroamérica y México, y es uno de los temas más reconocidos en tierras Aztecas. Los siguientes sencillos fueron dos baladas cantadas por Ranferí: Kyria se Fue y Mi Pequeña. 
La promoción del disco los llevó a visitar Estados Unidos, Centroamérica y México. En las primeras presentaciones de Alux en este último país se dieron cuenta de que el público ya conocía gran parte de su repertorio, lo que demostró que su música había trascendido fronteras de forma inesperada. Durante esta gira Alux Nahual conmemoró 18 años de carrera artística en el Teatro Nacional de Guatemala, concierto que fue grabado y que fue la única producción musical en vivo de la banda y publicada en 2002. Casi tres años después de la producción de este disco Alux se desintegra, lo que le da un valor extra a este disco, que no tuvo nuevos tirajes, por lo que en la actualidad es un artículo de colección que sólo pocos afortunados poseen.

## Lista de canciones
1. Con todas tus fuerzas
2. Llora mi estrella
3. João (versión en español)
4. Mi pequeña
5. Tren de medianoche
6. Kyria se fue
7. Rompe
8. Miguel Matabachas
9. Luna de pana
10. En el semáforo de la esquina
11. Tráfico Gris
12. Quiero hablar con Dios
13. Alas de fuego
14. El hombre de la recesión
15. Canción de Juan
16. João (versión en portugués)

- Datos: Q6122698